# 미사강변초등학교
미사강변초등학교는 대한민국 경기도 하남시에 있는 공립 초등학교이다.

## 학교 연혁
- 2014년 3월 1일 설립인가
- 2014년 8월 25일 교사 30교실 신축 시공
- 2014년 9월 1일 미사강변초등학교 개교 (일반 6학급, 유치원 3학급)
- 2014년 10월 10일 개교식 거행